# 五所川原市立金木南中学校
五所川原市立金木南中学校（ごしょがわらしりつ かなぎみなみちゅうがっこう）は、青森県五所川原市金木町にあった公立中学校。

## 概要
金木町嘉瀬地区に所在し、嘉瀬・喜良市地区などが学区となっていた。

## 沿革
- 1965年（昭和40年）
  - 4月1日 - 嘉瀬中学校と喜良市中学校を統合して開校。校舎は、両校を「金木南中学校○○校舎」として使用開始。
  - 6月13日 - 本校地鎮祭を挙行。
  - 7月 - 嘉瀬字端山崎89番7号に校舎を着工。
- 1966年（昭和41年）
  - 4月4日 - 各校舎でお別れ式を挙行。
  - 7月 - 第一期工事・第二期工事（普通教室）完成。
  - 7月28日 - 統合新校舎へ移転。これをもって名実共に統合。
  - 7月31日 - 第三期工事（体育館・特別教室）完成。
  - 8月18日 - 統合新校舎で2学期始業式を挙行。
- 1967年（昭和42年）
  - 8月23日 - 新校舎落成式典と中学校設立二十周年記念式典を挙行。校歌と校章を制定。
  - 9月18日 - PTA奉仕作業により、自転車置場の設置とグランドを整地。
- 1968年（昭和43年）7月26日 - PTA奉仕作業により、中庭に池を設置。
- 1969年（昭和44年）
  - 6月19日 - PTA奉仕作業により、相撲土俵を設置。
  - 9月7日 - 校旗樹立式を挙行。
- 1970年（昭和45年）
  - 7月24日 - プールを落成。修祓式を挙行。
  - 7月27日 - プール開きを開催。
- 1972年（昭和47年）12月25日 - PTA奉仕作業により、スキー場を整備。
- 1983年（昭和58年）8月22日 - 校内のトイレを水洗化。
- 1987年（昭和62年）
  - 10月8日 - 校舎外装工事が完了。
  - 11月27日 - 学校給食棟を落成し、給食を開始。
- 1995年（平成7年）
  - 8月18日 - 校門を設置。
  - 8月30日 - 校訓を制定。
- 2005年（平成17年）3月28日 - 市町合併に伴い、「五所川原市立金木南中学校」に改称。
- 2012年（平成24年）3月31日 - 五所川原市立金木中学校（五所川原市金木町）への統合に伴い、閉校。